# Non promettermi nulla
Non promettermi nulla (Versprich mir nichts!) è un film del 1937 diretto da Wolfgang Liebeneiner.

## Produzione
Il film fu prodotto dalla Meteor-Film GmbH e dalla Terra-Filmkunst sotto la supervisione di Carl Hoffmann.

## Distribuzione
Distribuito dalla Terra-Filmkunst, uscì nelle sale cinematografiche tedesche il 20 agosto 1937.